# Micronereis antarctica
Micronereis antarctica är en ringmaskart som beskrevs av Rozbaczylo, Canahuire och Isidro Ojeda 1996. Micronereis antarctica ingår i släktet Micronereis och familjen Nereididae. Inga underarter finns listade i Catalogue of Life.